# Miroslav Nekvapil
Miroslav Nekvapil (* 24. Mai 1951) ist ein ehemaliger tschechoslowakischer Radrennfahrer und nationaler Meister im Radsport.

## Sportliche Laufbahn
Nekvapil war Bahnradsportler. 1974 gewann er mit dem Bahnvierer von Dukla Brno die nationale Meisterschaft in der Mannschaftsverfolgung. Mit ihm holten Petr Kocek, Pavel Doležel und Michal Klasa den Titel. 1973 wurde er Dritter der Meisterschaft.
1972 siegte er im internationalen Punktefahren 500+1 Kolo auf der Radrennbahn von Brno.